# NGC 4054
NGC 4054 est un triplet éloigné de galaxies situé dans la constellation de la Grande OurseNGC 4054 a été découverte par l'astronome germano-britannique William Herschel en 1789, mais il n'a peut-être pas observé la galaxie située la plus au nord, car sa luminosité est trop faible.
Ces trois galaxies sont NGC 4054 NED01 (PGC 38078) au centre, NGC 4054 NED02 (PGC 3476288) au nord et NGC 5054 NED03 (PGC 3547623) au sud.
Les propriétés de ces trois galaxies sont résumées dans le tableau ci-dessous. Sauf indication contraire, les données proviennent du site NASA/IPAC. 
|                                       | NGC 4054 NED 01     | NGC 4054 NED 02      | NGC 4054 NED 03       |
| ------------------------------------- | ------------------- | -------------------- | --------------------- |
| Classification                        | Sbc                 | S0+                  | SABc                  |
| Type                                  | Spirale             | Lenticulaire         | Spirale intermédiaire |
| α (J2000.0)                           | 12h 03m 12.46s      | 12h 03m 13.42s       | 12h 03m 18.827s       |
| δ (J2000.0)                           | 57° 53′ 36.40″      | 57° 53′ 53.04″       | 57° 53′ 25.99″        |
| Décalage vers le rouge                | 0,034148 ± 0,000018 | 0,034034 ± 0,000007  | 0,034373 ± 0,000009   |
| Vitesse radiale (km/s)                | 10237 ± 5           | 10203 ± 2            | 10305 ± 3             |
| Magnitude apparente                   | 14,313 asinh        | 16,499 ± 0,022 asinh | 14,669 ± 0,012 asinh  |
| Vitesse FDC (km/s)                    | 10390 ± 12          | 10356 ± 11           | 10457 ± 11            |
| Distance de Hubble Mpc                | 153                 | 153                  | 154                   |
| Dimensions apparentes (Minutes d'arc) | 0,69 x 0,43         | 0,34 x 0,15          | 0,49 x 0,35           |
| Diamètre (kpc)                        | 35,63               | 17,65                | 35,63                 |